# Chelsia Chan
Chan Chau Ha (Hong Kong, 12 de noviembre de 1957) es una actriz, cantante y compositora china. 

## Carrera artística
Su carrera artística empezó aproximadamente en 1975 en Hong Kong. Ha interpretado canciones cantadas en inglés como el tema musical "Dark Side of Your Mind" y participado en el Festival de Premios Caballo de Oro de Cine de Taipéi. Entre las primeras películas en las que ha participado se encuentra "Qiu Xia" (Chelsia My Love). 

## Vida persona l
Actualmente está casada con una miembro de la banda Lion Group, Tan Sri William Cheng.

## Discografía

### Síngles
- Our Last Song Together/Where Are You? (1975)
- Little Bird~ adaptación de Kaze/Are You Still Mad At Me? (1975)

### Álbumes
- Dark Side Of Your Mind (1975)
- Chelsia My Love (1976)
- Because Of You (1977)
- Love on A foggy River (1978)
- 你不要走不要走 (1978)
- 結婚三級跳 (1979)
- 第二道彩虹 (1979)
- Fly with Love (1979)
- A Sorrowful Wedding (1979)
- Flying Home (1980)
- Poor Chasers (1980)
- 古寧頭大戰 (1980)

## Filmografía
- Rainbow in My Heart (1977)